# Rena Wakama
Rena Wakama (Raleigh, 11 de abril de 1992) es una ex jugadora de baloncesto profesional nigeriana, entrenadora oficial del equipo de baloncesto femenil de Nigeria y entrenadora asistente en la Universidad de Tulane.
Además, fue premiada por la FIBA como la mejor entrenadora del torneo en baloncesto en los Juegos Olímpicos de París 2024.

## Biografía
La deportista estudió la licenciatura en recreación terapéutica de la Universidad del Universidad de Carolina del Oeste y una maestría en administración de empresas en el Colegio de Manhattan. 
Mientras era estudiante de la Universidad de Carolina de Oeste, jugó en el equipo de la institución por cuatro años; posteriormente, cuando egresó se unió a D'Tigress, donde fue parte del Afrobasket Femenino de 2015 en Camerún, donde terminó en tercer lugar.  También representó al primer banco de Nigeria en la Copa de Campeones de África FIBA para Mujeres.
En 2023 se convirtió en la primera entrenadora femenina de D'Tigress y desde abril de 2024 es parte del equipo técnico de la Universidad de Tulane.
En los Juegos Olímpicos de París de 2024, bajo su liderazgo, D'Tigress se convirtió en el primer equipo africano en clasificar a los cuartos de final de baloncesto después de vencer a Canadá.  
La FIBA la premió como mejor entrenadora del torneo por guiar al equipo nigeriano a una actuación histórica en los Juegos Olímpicos de París 2024. 